# 威斯敏斯特宫
威斯敏斯特宮（英語：Palace of Westminster），又稱英國國會大廈（Houses of Parliament），是位於英國倫敦西敏市，英國國會（包括上議院和下議院）的所在地。西敏宫及周边区域的掌控权几个世纪以来属于英國君主的代理人：掌礼大臣。1965年，通过与王室达成协议，上下两院获得控制权。但也依然有个别纪念厅室继续由掌礼大臣管理。
西敏宮坐落在泰晤士河北岸，接近白廳範圍內的其他政府建築物。西敏宮是哥德復興式建築的代表作之一，1987年被列为世界文化遗产。西北角的钟楼就是著名的大本钟所在地。名字源自鄰近的西敏寺。
在1834年發生的火災幾乎將原有的西敏宮完全燒毀，今天的宫殿于1830年代开始由建筑师查尔斯·巴里爵士和他的助手奥古斯塔斯·普金设计完成，并在此后进行了30余年的施工，该建筑包括约1,100个独立房间、100座楼梯和4.8公里长的走廊。建築面積為112,476平方（1,210,680平方英尺），尽管今天的宫殿基本上由19世纪重修而来，但依然保留了初建时的许多历史遗蹟，如西敏厅（Westminster Hall，可追溯至1097年）。
自20世纪開始，西敏宫进行过陆续的修缮，同時也經歷多次破壞，包括在二战期间曾遭到德军轰炸，導致部分建筑结构受损，在戰後則陆续进行过维修和小规模的结构调整。至今，西敏宫被視為英國政治的關鍵中心之一，「西敏宫」已成為英國議會和英國政府的代名詞，更它已成為倫敦和整個英國的標誌性地標，是該市最受歡迎的旅遊景點之一，自1970年起，西敏宫已成為受保護一級建築，自1987年起成為聯合國教科文組織世界遺產的一部分。

## 历史

### 初建
中世纪时期，由于西敏宫泰晤士河畔的独特位置，就已成为一处战略要地。

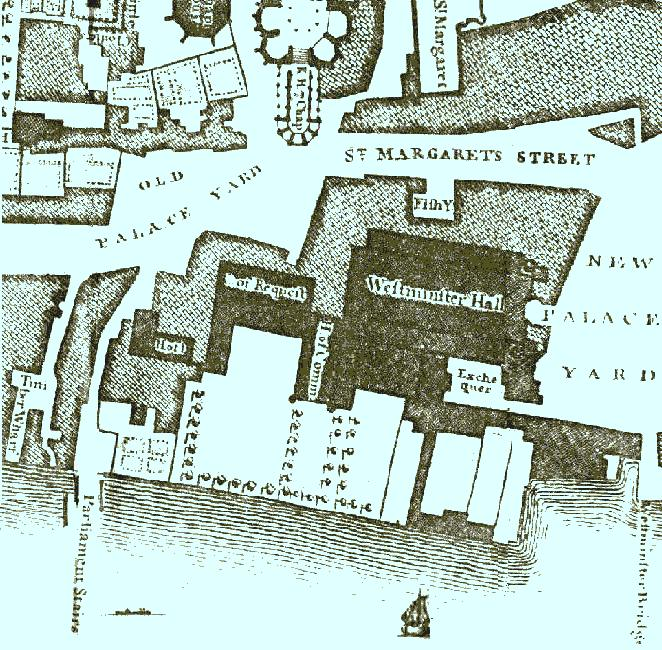
约翰·罗克奎1746年伦敦地图的细节

西敏宫在中世纪是王室的主要居住地。后来的议会，也就是皇家委员会设于西敏厅（尽管委员会会随国王起居而改移它处）。英格兰第一所正式议会模范议会于1295年在此设立；此后几乎所有时代的议会都设立于此。
珠宝塔约在1365年建成，以收藏爱德华三世的珍宝。
1530年，亨利八世从失宠权臣托马斯·沃尔西樞機手中得到约克宫。将其更名为“怀特霍尔宫”，并作为自己的寝宫。尽管西敏宫依然保留皇家地位，却已被议会两院以及法庭使用。
由于此前一直作为皇家寝宫，西敏宫并未为两院设置厅室。重要的国家庆典仪式，如国会开幕典礼便在绘厅（已毁於1834年大火）举行。上院最初设在皇后厅，位于宫殿南端的一间不大不小的中世纪厅室。后来则在更大的白厅开会。下院则一直未有属于自己的独立厅室，有时在西敏寺礼堂举行辩论。直到亨利八世的继任者爱德华六世时期，下院才在宫中获得了一处永久性厅室：圣斯蒂芬堂（前皇家礼拜堂）。
19世纪约翰·索恩爵士曾对宫殿进行了大量改造。1605年，为王室开辟通往绘厅以及白厅的新通道，曾经火药阴谋的目标：中世纪上院厅在索恩的改造工程中被拆毁。同时最初的圆顶地下室（火药阴谋计划中盖伊·福克斯和数桶火药的藏匿地）也被拆除。另一方面，索恩的工程也對西敏厅增添了法院场地以和为圣斯蒂芬厅开设了新的议员通道。

### 焚毁和重建

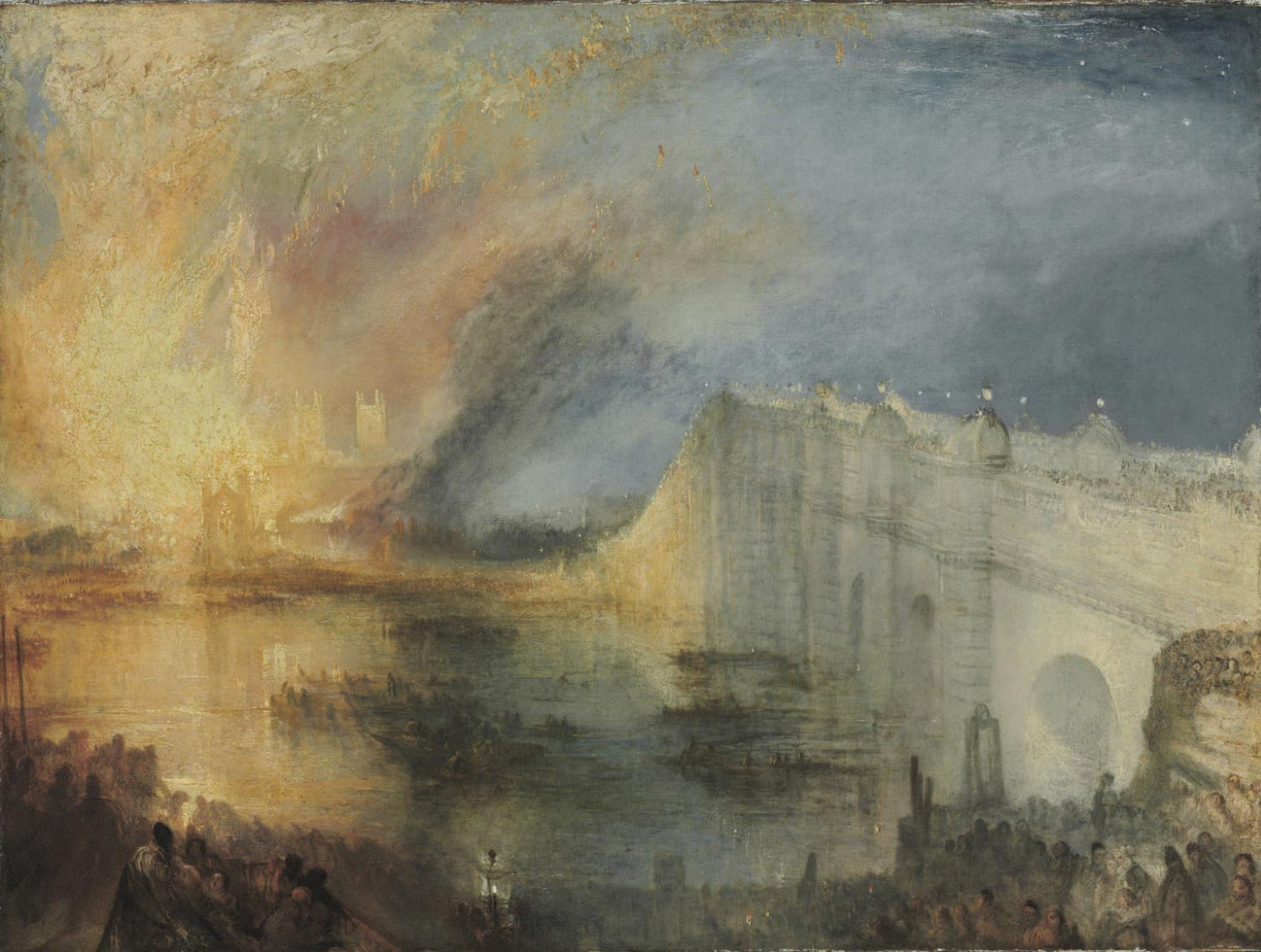
透纳目睹了1834年国会大火，并且创作了《国会之焚》（The Burning of the Houses of Lords and Commons1835）系列油画，右側即為國會旁的西敏橋

1834年10月16日，财政部一座用于销毁帐目棍存贮的炉子点燃了上院的镶板，从而引发大火。整个议会厅与宫殿裡的其他厅室遭到焚毁，在努力抢救下，威斯敏斯特厅才得以幸免。宝石塔和回廊成为宫殿中其它两处在大火中保存下来的部分。
大火后，得到委任的一个皇家委员会负责研究重建事宜，同时热心的公众也开始对宫殿的重建风格展开热议。当时以美国白宫和国会大厦为代表的新古典主义建筑风格风行一时，但其具有革命和共和主义的内涵，而哥特风格则可以体现传统价值。1835年，委员会宣布，重建的国会大厦将会采用哥特风格或伊丽莎白时代的建筑风格。
1836年，在研究了97个竞争方案后，皇家委员会选择了查尔斯·巴里（虽然他本人的建筑风格更具古典主义）的哥特式方案。1840年奠基仪式启动；1847年上院完成，1852年下院完工，巴里也在此期间被授予骑士勋章。尽管大部分工程都在1860年前得以实施，但整个工程却在此后持续了数十年。同时，A.W.普金承担了大厦内豪华并且独特的哥特风格内饰的设计，如墙纸、浮雕、彩色玻璃和御座、檐篷等陈设布置。
第二次世界大战期间，威斯敏斯特宫在伦敦大轰炸中遭到过14次炸弹袭击。最严重的一次发生在1941年5月10日，下院遭到摧毁，3人遇难。在贾莱斯·吉尔伯特·斯科特的主持下于1950年完成修复工作。
随着宫中办公空间需求的增加，1975年，国会获得诺曼·肖大楼附近增加的办公区域。2000年保得利大厦的完工使得所有下院议员都获得了各自的办公区域。

## 外观

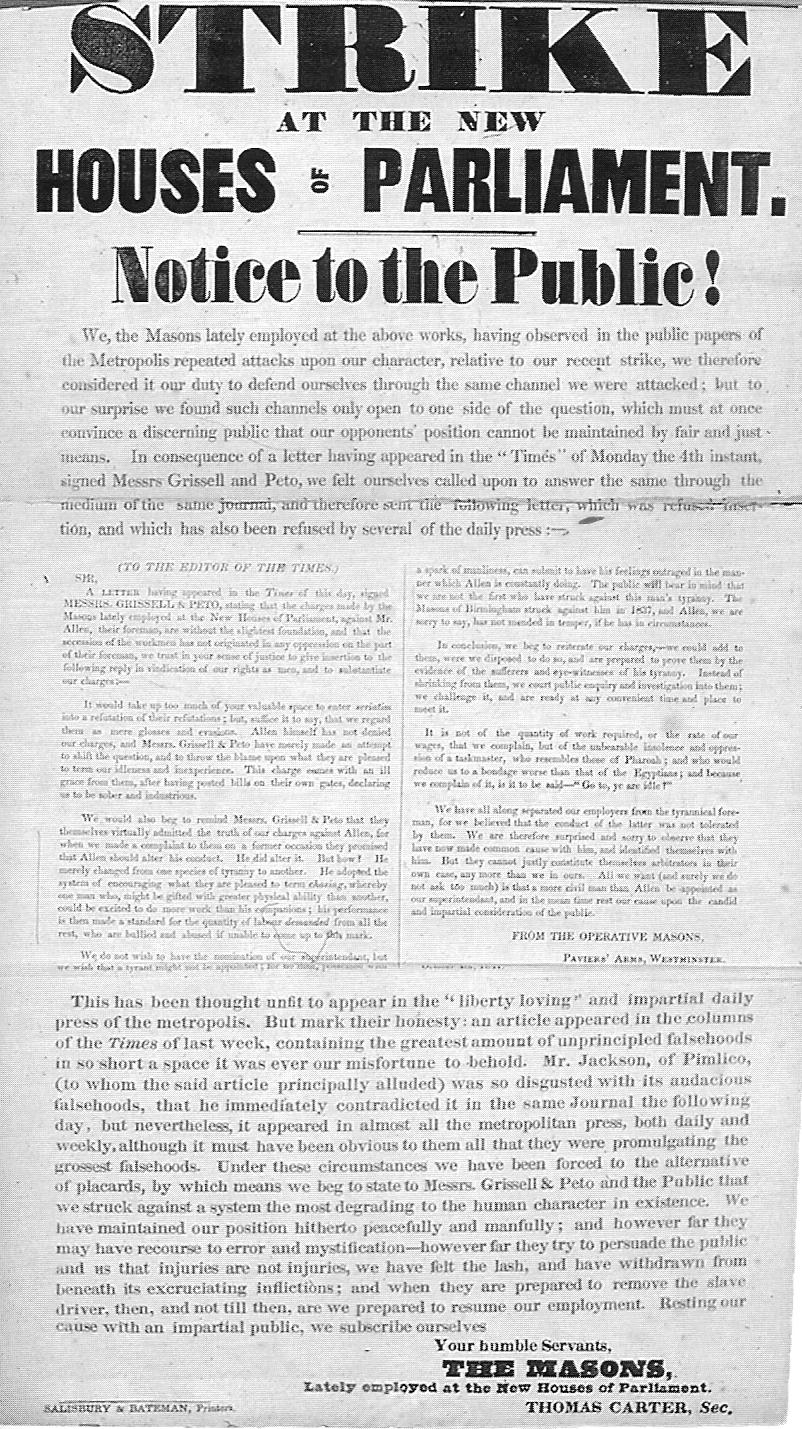
宫殿重修时期石匠们的一次罢工活动公告

查尔斯·巴里爵士的方案运用了垂直哥特风格，该风格曾在15世纪和19世纪哥德復興式建築兴起时风行一时。巴里虽然在古典建筑上见长，但却得到了哥特风格建筑师奥古斯塔斯·普金的协助。在大火中幸免、始建于11世纪的威斯敏斯特厅也被纳入了巴里的设计之中。而普金也对于工作的一些结果颇感不快，尤其是巴里在设计上的对称化布局；他对此有过经典的评述：“先生，全是希腊的，都铎细节长在了雅典风格上。”

### 石艺
大厦石料最初取自南约克郡小镇阿斯顿的采石场，采用沙色镁质石灰岩。然而污染和石料低品质却导致了石料的剥离和崩坏。尽管早在1849年就已发现这些缺陷，然而截至19世纪结束，都未有任何举措。直到1910年代，才确定一些石料需要得到更换。
1928年，拉特蘭产蜜色石灰岩被视为崩坏石料替代品。更换工程始于1930年代，完工于1950年代，期间由于受二战影响而一度停工。而到了1960年代，长期的污染再次造成了损害。1981年，一项针对外观和高塔的保护修复项目开始实施，1994年完工。内部庭院的修复将会持续到2010年左右。

### 维多利亚塔和大本钟
查尔斯·巴里爵士的西敏宫设计包括了数座塔楼。最高的当属西南广场的维多利亚塔，达到了98.5米。以重修时期在位的维多利亚女王命名，今天成为了国会档案馆。其顶部有金属旗杆，王室列席时悬挂皇家旗或在平時懸掛英国国旗。塔基部分是皇家专属通道，用于保障国会开幕大典或是其他官方庆典时期皇室成员的进出。

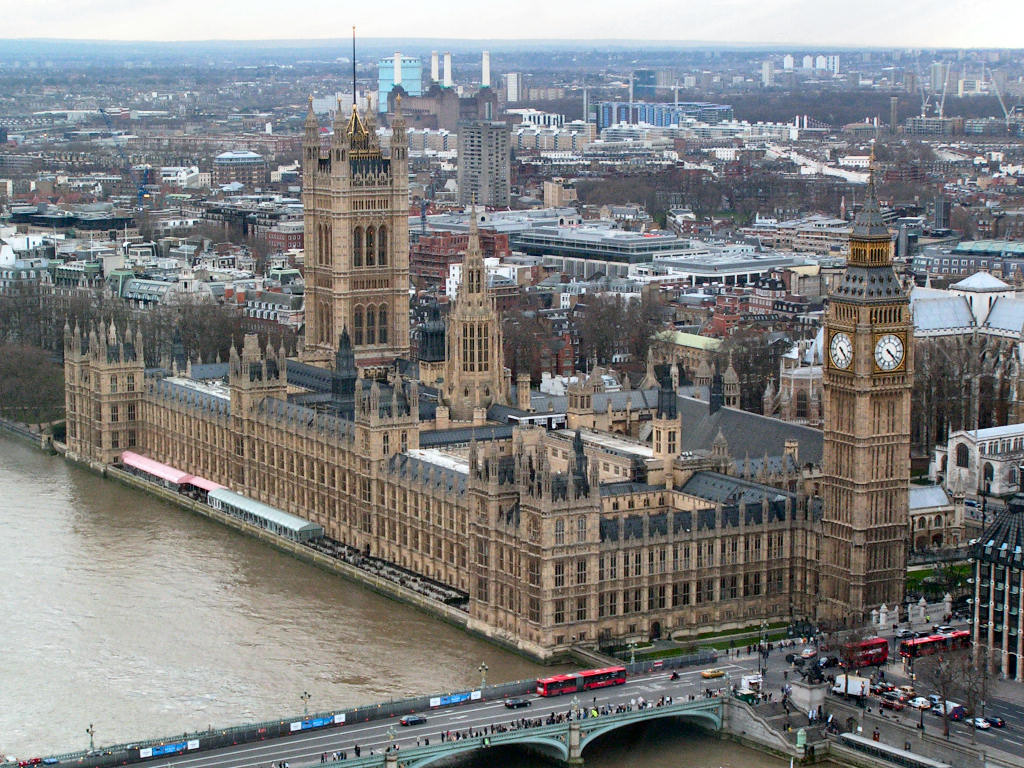
从伦敦眼眺望西敏宫；左侧为维多利亚塔，右侧为大本钟

穿过宫殿中部，很快就能抵达中央厅，它是中部一座高91.4（300英尺）的八角形塔楼，也是西敏宫三座主要塔楼中最矮的一座。不同于另外两座，中央塔楼具有拥有一座尖顶，被设计成高层进气口。
宫殿东北角就是最为著名的威斯敏斯特宫钟塔，高96.3（316英尺）。普金为钟楼的绘图是他为巴里所作的最后一项工作。钟楼顶部的钟房是一座巨大的矩形四面时钟，同样也有普金设计。钟楼拥有5座时钟，每过一刻都会报时。最有名的一座为大本钟，每过一小时击打一次。它也是英格兰第三重量的钟表，重达13.8吨。尽管“大本”原指该钟表本身，今天已经被人们习惯用来称呼整座塔楼。
另外的圣斯蒂芬塔是一座小型塔楼，位于宫殿前端，西敏厅和旧宫院间，它的基座囊括了进入下院的主要通道：为人们所熟知的“圣斯蒂芬通道”。其他的塔楼包括有北端的议长塔（Speaker's）和南端的大臣塔（Chancellor's）。分别以重修时下院议长和上院大法官命名。

### 平面设置

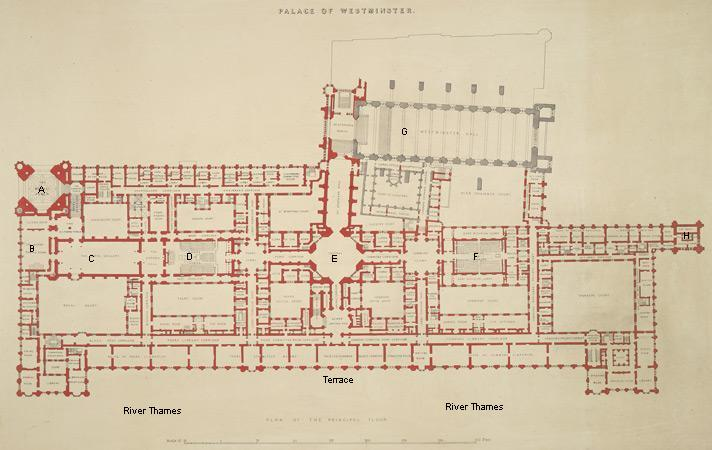
威斯特敏斯特宫平面图

威斯特敏斯特宫有若干小型花园环绕其间。位于宫殿南侧河畔的维多利亚塔花园作为公园对公众开放。黑杖侍卫花园（因黑杖侍卫办公室而命名）紧挨公园，作为专用通道使用。大厦前的旧宫院前有混凝土堆砌的安保屏障（参见段落安全保障）。克伦威尔绿地、新宫院（北部）和议长绿地（宫殿正北）均为内部场地，不对外开放。上议院的另一侧为学院绿地，一块小型三角形绿地，通常用于对政要的电视采访）。

## 内部结构
宫殿包括约1,100个独立房间、100座楼梯和4.8公里（3 mi）长的走廊。大厦分为四层，首层有办公室、餐厅和雅座间。二层为宫殿主要厅室，如议会厅、议会休息室和图书厅。更衣室（Robing Room）、皇家画廊（Royal Gallery）、王子厅（Prince's Chamber）、上议院（Lords Chamber）、贵族厅（Peers' Lobby）、中央室（Central Lobby）、议员堂和下议院（Commons Chamber）在该层从南向北依次呈直线分布（威斯敏斯特厅位于下议院末端的另外一侧）。顶部两层为委员房间和办公室。

### 上议院厅
上议院厅位于西敏宫南侧。这间装修豪华的房间呈13.7m×24.4米 （45x80 呎）的矩形。同大厦中其他部分类似，该厅座椅也为红色。厅内上方四壁由彩色玻璃和六幅体现宗教寓意、骑士风格和法律意义的壁画所装饰。
厅内南端为金黄色御座和华盖；尽管理论上君主可以在任何时期前来就坐，但长期以来君主只是在议会开幕式上列席。其他王室成员列席会议时会在御座旁就坐。御座前方为上院议长席，为一个无靠背、填满羊毛的红色软席（反映着英国历史上羊毛贸易的重要性）。上院议长席被用来主持厅内会议（2005年前由大法官执行）。象征着皇室权威的权杖置于议长席后方。议长系前方为仲裁席，一个稍大的红色软席，为议会开幕典礼时常任高级法官的席位，中庭方桌为记录文员列席位。
上议院议员在厅内三面环形红色长凳上列席会议。议长右侧为神职席位，左侧为世俗席位。神职议员（英國國教會的大主教和主教）在神职席位就坐。世俗贵族（贵族）根据党派就坐：执政党在靠近神职人员一侧就坐，反对党在世俗席位就坐。一些无党派贵族在位于中间的议长席对面就坐，他们就是所谓的中立议员。
上议院厅是许多重要仪式的举办地，其中最为重要的莫过于每年议会召开前的國會開幕大典仪式。國王会在御座发表御座致辞，为随后召开的议会勾勒立法议程愿景。下院议员不会进入上院辩论层，相反会在上院更高一层的雅座中观看整个过程。同样的仪式会在议会闭幕时进行，但是國王并不一定会列席，常由君主委员会代表出席。

### 国会下议院厅

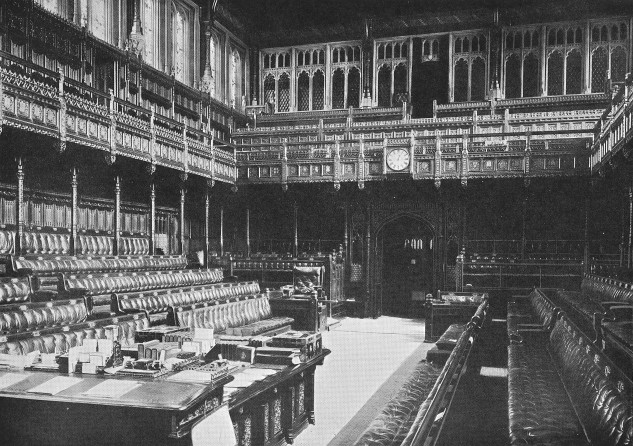
比起上议院，下议院内饰明显要显得简朴许多

西敏宫北端为下议院厅所在地；重新启用于1950年，此前维多利亚厅在二战中毁于1941年伦敦大轰炸，并在建筑师贾莱斯·吉尔伯特·斯科特努力下重建。该厅为14×20.7m（46 by 68 ft）的矩形，并且比起上院厅要简朴许多；议员长凳和该厅中的其他布置都为绿色涂装；下院成员也不允许前往上院红色长凳上就坐。英联邦的其他一些成员国，如加拿大、澳大利亚都有同英联邦相似的上下院厅设置。

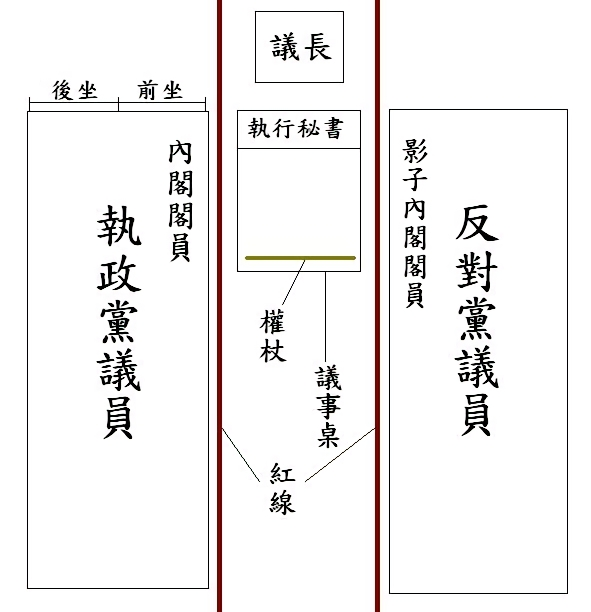
下议院议事平面图

厅内北端的下院议长座席是一个复制品，原版为澳大利亚议会开幕庆典后下院所赠。议长席前是办公席，记录文员在此就坐，并且放置下院权杖。公文递送盒由新西兰赠送，常在质询会和演讲时置于下议院议员（MPs）席前。两排绿色席位相对排开，执政党席位于议长的右侧，反对党席在另一侧，该厅中不设中间席位。该厅相应要小一些，只能容纳646位议员中的427位列席。：只在“首相的问题”和主要辩论会期间，议员们将会挤满该厅。
传统上，君主不会进入下院厅。上一次发生这种情况是在1642年，查理一世以重大叛国为由进入厅搜捕五位议员，但当他询问议长威廉·伦索尔那五位议员的去向时，倫索爾回答了流傳後世的一句話：
|  | 尊敬的国王陛下，在这裡，我是下院的仆从。除非下院指引，我既无眼睛可看，也无舌头可说。 |

在地板中央有两排相距2.5米的红线，传说是为了正好超过两柄剑的长度。历史上，此举是为了避免下院的辩论演变为冲突。今天在下院辩发言时两方议员不得超越该线。若有议员在发言时越过该线，将会遭到对方的斥责。这可能也是英文用語「to toe the line」（循规蹈矩）的出处。

### 威斯敏斯特厅

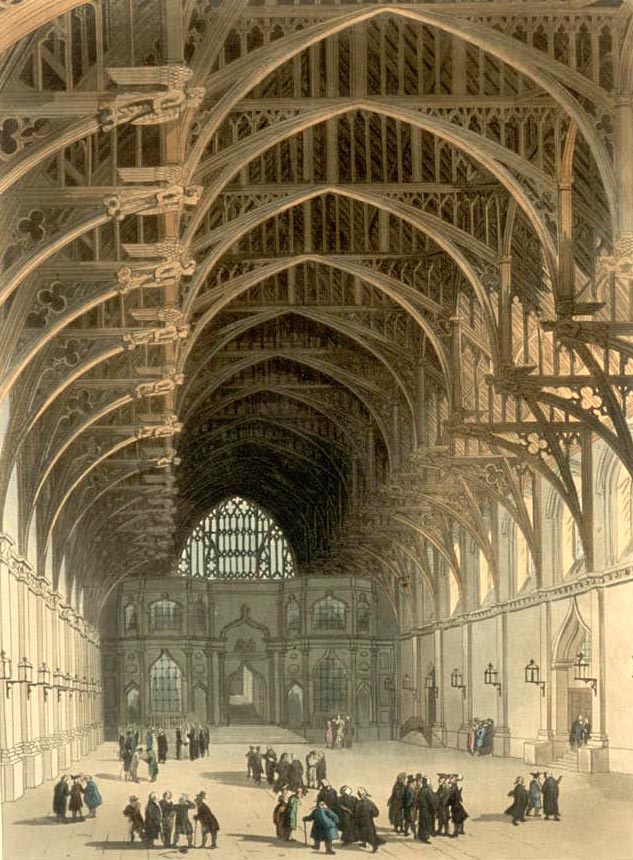
19世纪早期的威斯敏斯特厅

威斯敏斯特厅是威斯敏斯特宫现存最古老的部分，始建于1097年，时为欧洲最大的厅室，后来為巴黎古监狱（1301-6）和同时期的帕多瓦厅超越。据推测，顶棚最初可能由台柱支撑，形成三条走廊。理查二世时期，经过皇家工匠休·赫兰德重新设置，悬臂托梁顶棚替代台柱，該成果得譽中世纪“最为杰出木结构建筑”，最初的三条走廊变成了开放厅，在末端设置了讲台。理查时期的另一位建筑师亨利·耶维尔重新修整了墙面，使用了15座人身大小的国王雕像放置在壁龛。该次修整可以上溯至1245年亨利三世时期，但拖到14世紀中後期的理查二世时期才算告终。
威斯敏斯特厅是中世纪英格兰屋顶净跨最大的建筑，长73.2米，跨度20.7米。尽管英国埃塞克斯有着关于栎木来自埃塞克斯郡桑德西镇的传说，但现有资料显示，在1395年顶棚木结构在伦敦西南56公里的薩里郡的法纳姆最终完工。资料显示，在将木结构运抵威斯特敏斯特的过程中，曾动用了大量的货车和驳船。

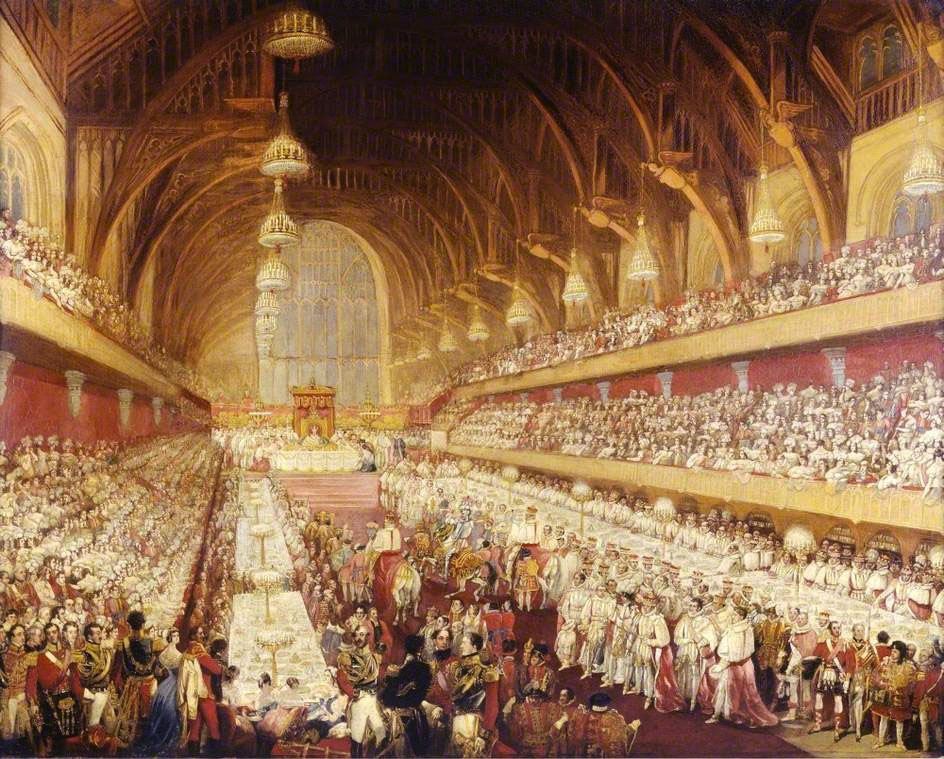
1821年乔治四世在威斯敏斯特厅加冕礼的情景，同时也是该厅最后一次举行类似仪式

威斯敏斯特厅有诸多用途。历史上主要用于重要司法运行，英国最为重要的三个法庭：皇座法庭、民诉法院和大法官法院曾在此设置。1875年，三院合为最高法院，并继续在此开庭一直持续至1882年迁入皇家法院为止。除过法庭运行，威斯敏斯特厅也用与重大审判，包括：英國內戰结束以后对查理一世的弹劾和国家审判、威廉·華萊士、托马斯·莫尔、第一代費舍爾男爵約翰·費舍爾、盖伊·福克斯、第一代斯特拉福德伯爵托马斯·温特沃斯、1715年苏格兰叛乱和1745年起义以及沃伦·黑斯廷斯等案件的审判。
威斯敏斯特厅同样也用于重大仪式。从12世纪到19世纪，王室加冕礼一直在此举行，1821年乔治四世加冕礼成为在此举行的最后一届加冕礼。他的继任者威廉四世认为花费过高而取消了在此举办的加冕礼。此外，该厅也用于国葬前追悼会的遗体陈列。该规格一般用于君主过世，20世纪英国历史上只有第一代罗伯茨伯爵弗雷德里克·罗伯茨（1914）、温斯顿·丘吉尔（1965）、伊莉莎白王太后（2002）三位並非君主而受此殊荣。
两院会在一些重大公众庆典時随君主列席，如伊丽莎白二世登基二十五（1977）和五十周年庆典（2002）、光荣革命300周年（1988）以及第二次世界大战结束50周年庆典。

### 其他厅室
宫殿二层有几间重要房间。最南端是更衣室，每逢议会开幕典礼，元首会在此披上圣袍，带上帝国皇冠。更衣室内威廉·戴斯的画作诉说着从亚瑟王时代以来的传奇。紧挨更衣室的是皇家画廊，有时提供给将要在两院发表演讲的外国要人使用。墙面由丹尼尔·麦克利斯的名画《尼尔森之死》和《威灵顿公爵与冯·布吕歇尔会面》所装饰。
上院厅南侧紧挨的是王子厅，该厅是为王室成员提供的小型接待室，墙面上是由理查德·布切特和他的学徒们所绘、反映都铎王朝的油画，此外还有一座维多利亚女王的大理石雕像。上院厅北端则紧挨着贵族厅，上院议员们与会期间会在此讨论议题，磋商事宜。
威斯敏斯特宫中心就是八角中央厅，它紧靠贵族厅，是中央塔楼的基座。厅内嵌有马赛克的雕塑展示着联合王国各組成王國的主保圣人：英格兰的圣乔治、苏格兰的聖安德烈、威尔士的聖大衛以及爱尔兰的聖派翠克。选民可以在此会见下议院议员。通过中央厅，挨着下议院厅的就是议员堂，下院议员与会期间会在此磋商事宜。该屋内陈列着数位首相的塑像，如大衛·勞合·喬治、邱吉爾、艾德禮和玛格丽特·撒切尔。
河岸一侧楼内分别为上院和下院的图书馆。威斯特敏斯特宫同样也囊括了两院总管的办公室。上院议长和下院议长办公室分别在上下院各自两端，与会时议长会从各自方向前往两院议会厅。
宫内有19间餐厅和雅座，与会期间大多数都不会停业。同时宫中还有一间体育馆，甚至一间理发沙龙；靶场于1990年代关闭。议会同样也有纪念品商店，从议员钥匙链、议厅瓷器到议员香槟均有销售。

## 安全保障
黑杖侍卫负责上院的保安，侍卫长则负责下院的安全。实际上，今天他们主要是在这些厅外充当礼仪性的角色。对于宫殿的安保主要由大伦敦的警察廳的威斯特敏斯特分部（CO7）负责。在武器的携带上，一贯也只有侍卫长进入下院厅时可以携带。
2003年，出于对卡车炸弹冲击宫殿的担心，一系列由混凝土桩组成的缓冲带在宫殿入口附近被设置起来。在河岸一侧，一道宽70米的隔离带被建立起来，任何船只不得进入。
尽管近年来有违反安保的事件发生，公众依然可以进入下院的来宾席，在此前金属探测器等设备会对参观者及其携带物品进行严格扫描。除过市政警察外，外交保护团的武装警察也会时常在宫殿周边执勤。
2005年8月1日英国严重组织犯罪和警察条例（Serious Organised Crime and Police Act 2005）通过后，任何未经倫敦警察廳许可，在宫殿周边约1公里的范围内举行的示威抗议活动皆屬违法。

### 事故
在西敏宫历史上突破安保最为有名的一次莫过于1605年代的“火药阴谋”事件。该行动由一些天主教绅士策划并发动，他们将大量火药藏匿于宫殿地下室中，并计划在国会开幕大典时引爆。据估计，若计划实现，新教国王詹姆士一世及其家族、以及大部分贵族都会命丧黄泉。该计划最终暴露，卫兵发现了藏匿的火药並抓到陰謀首腦盖伊·福克斯，随后叛党陆续落网，终以最高叛国罪处以车裂极刑。

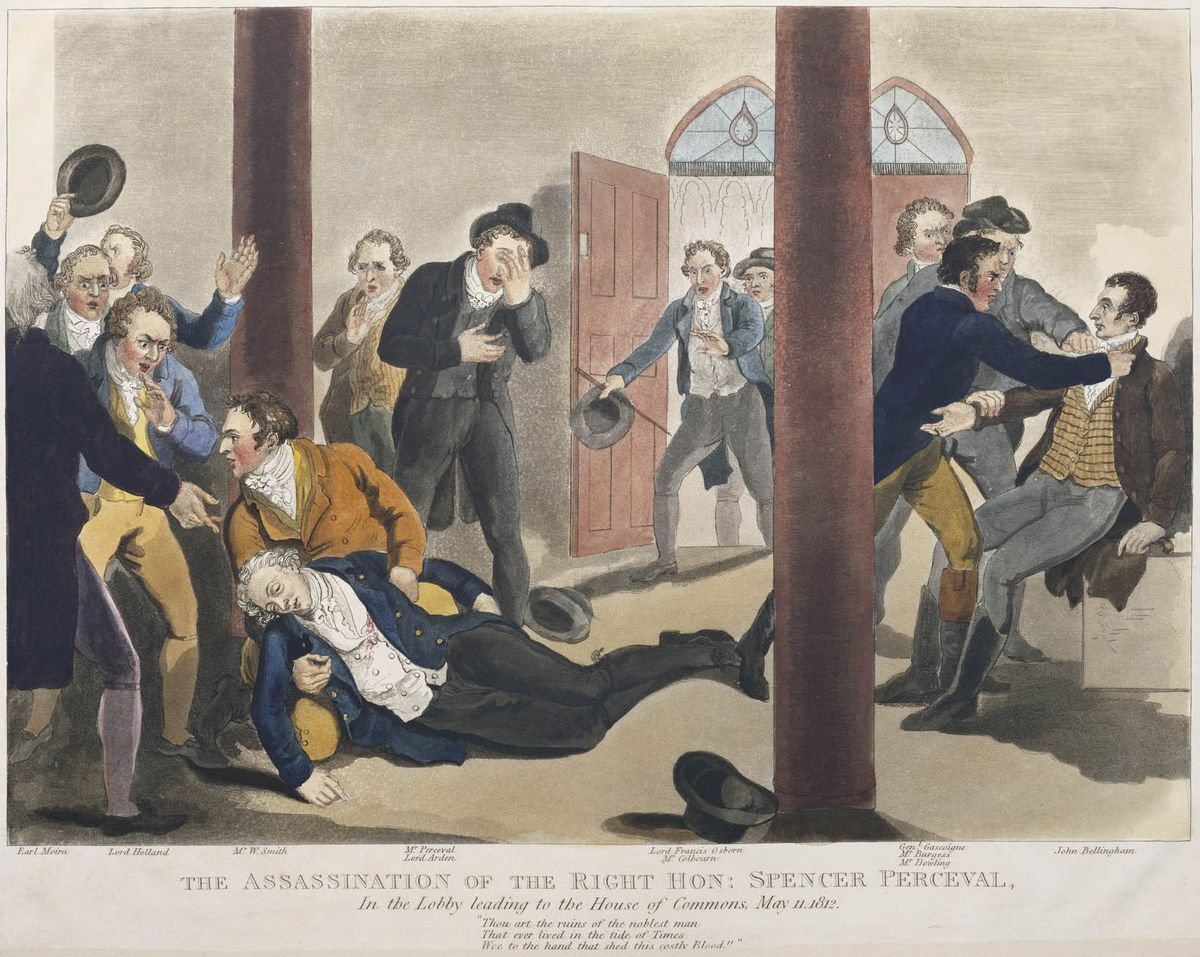
1812年斯賓塞·珀西瓦爾下院厅遇刺事件

1812年在下院厅发生的斯賓塞·珀西瓦爾遇刺事件也成为了英国历史上首次、也是唯一一次首相遇刺身亡的案件（截至2022年2月25日）。当时正在前往议会接受问询的斯賓塞·珀西瓦爾被約翰·貝林罕射杀。
1974年6月17日，临时爱尔兰共和军曾计划用9-（20-磅）炸药袭击威斯敏斯特厅；1979年3月保守派议员艾瑞·尼夫（Airey Neave）在驾车离开宫殿新停车场时遭到汽车炸弹袭击身亡，后来爱尔兰国民解放军（INLA）和临时爱尔兰共和军都宣布对此事件负责，但安保部门经过调查后确信该襲擊由前者發動。
宫殿同样在数次政治性活动（示威、抗议、游行等）：“直接行动”中受到影响。1970年为抗议北爱尔兰的状况，一小罐催泪瓦斯被扔进下院厅。1978年，亚娜·明托夫和其他一些异见分子向宫殿投掷粪便。2004年初，鉴于此类攻击和可能的生化袭击，来宾席更换了玻璃幕帘。
而这种新的缓冲隔离带并未将边缘部分一些被称为“特殊贵宾廊”囊括其中。2004年来自“父亲为正义”（Fathers 4 Justice）组织的两位示威者以参加一场慈善拍卖活动为由进入来宾席，向下院投掷用避孕套封装的面粉弹，其中一枚击中首相托尼·布莱尔。此后，来宾席的参访条例被修改，今天个人身份参访必须取得议员书面证明。2004年，另外五位反对禁止猎狐的抗议者冲进议会厅，搅乱了下院入场式。
2017年3月22日，宮殿外發生恐怖襲擊，恐怖分子在宮殿外被警察擊斃。

## 规定和传统

### 食物、饮料及吸烟
西敏宫在几个世纪以来，制定和形成了一系列规定和传统。17世纪后，在上下两院厅室内禁止吸烟结果，议员们用鼻煙取而代之，看门人也为此保留有鼻煙匣子。尽管媒体传闻不断，但自2005年以来，大厦内依然禁止吸烟。同时议员们也不能在与会厅室内饮食，唯英国财政大臣例外；在做预算报告时财政大臣得要求饮品。

### 着装
进厅必须脱帽（尽管此前下议员在提出在议事程序问题时会被要求戴上），军装不被允许，官职证章等也不必佩戴。双手不可插兜：1994年12月19日安德魯·羅巴森因为做出了此等举动招致了其他议员的不满。议员亦不得携带刀剑等利器进入大厅，但他们可以把佩剑挂在衣帽间的缎带上。

### 称谓
议员们不会对同一党成员使用「my honourable friend」的称谓，或者是对其他党派成员抱以「the honourable lady/gentleman」的称呼；而是统一采用「the honourable member for [選區名]」的措辞。枢密院成员被称为「the right honourable」。具有大律師資格的議員则常被冠以「my learned friend」或「the learned lady/gentleman」的称谓。
在上议院，成员们被称作「the noble lord/lady」或是「my noble friend」。

### 其他传统习惯
动物也不在西敏宫许可之列，导盲犬例外；嗅探犬和警用马匹则可以在外场活动。
在辩论时不能对着稿子念，但是可以参阅笔记。同样，阅读报章也不被许可。一般不鼓励议员用物件、影片等视觉元素来帮助他们阐明自己的立场。
上下院内鼓掌通常不被允许，但也有几次明显的例外：2003年郭偉邦发表辞职演说、2022年俄烏戰爭爆發後，下議院議員起立鼓掌歡迎烏克蘭大使及後烏克蘭總統澤倫斯基發表視訊演說和托尼·布莱尔、大衛·卡麥隆最后一次出现在“首相的問題”时。
下院议员不必与英王商议，也不能在没有皇家发言人许可的情况下使用英王的名义参与辩论，这也成为西敏宫一条重要的惯例。该惯例源自19世纪的立宪者厄斯金·梅，他曾说，“不时使用女王陛下的名义期以影响厅内的决断，这样做在规则上是违宪的，并且会经常影响议会的独立性……任何使用女王名义参与辩论的行为都应立即停止并遭到谴责。”温斯·凯博在2008年的一次“首相的问题”会议上，因为違反了该惯例而遭到质询。

## 文化及其他

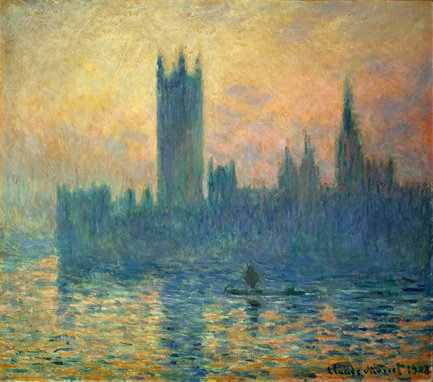
《倫敦的議會》，1903年，克劳德·莫奈作，藏于美國國家藝廊、华盛顿特区

西敏宫──尤其是大本钟已经闻名世界，成为伦敦的代名词之一。1987年联合国教科文组织将其与西敏寺和圣玛格丽特教堂一同列入世界文化遗产名录。同样它也成为英国一级登录建筑。西敏宫并没有非正式的途径可供参观，但或可通过以下几种方式进入内部：
- 从上下院公共画廊参观辩论：英國公民可以预先从各自的议员手中取得门票。同样英国公民和海外游客都可通过排队获得许可，但有身份限制，并且许可也是没有保障的。即使获得许可，议会大厦中只能参观到很小一部分区域。
- 会议期间参观：英國居民或可以向各自下院议员提出申请，贵族嘉宾在会议期间会有专门引导。英国教育机构可以通过各自议员组织游览。海外游客只能在夏季开放日参观[50]。
- 夏季开放日：游客可以在夏天为期约2个月的休会期间进入内部参观。同时也对来自全球的游客开放[51]。
- 电视观赏：议会的会议直播可以在BBC國會台观看，没有会议时该频道会播放议会的会议回放。该节目会不定期的通过C-SPAN在美国播出。
- 参观大本钟：通常只有英國居民在各自下院议员的组织下，可以参观大本钟[52]。

建筑史学家丹·克魯克山克于2006年在BBC的电视文献纪录片《不列颠建筑》中，将其纳入。